# Petr Vacek
Petr Vacek (* 1. ledna 1965 Slaný) je český herec a moderátor.
Nejznámější je z filmu Amerika a seriálu Ulice. V letech 1996–2013 moderoval dětský pořad Pomáhejme si na České televizi a s Martinem Dejdarem moderoval pořad Tajemství těla. Moderuje Klub Rádia Junior na Dvojce Českého rozhlasu a Rádiu Junior. Je členem Rady Greenpeace ČR a pěveckého souboru Mišpacha. Pomáhá také sdružení Letní dům, které pečuje o děti v dětských domovech, a podílí se na projektu „Život nanečisto“, který má pomoci dětem z dětských domovů připravit se na normální samostatný život.

## Biografie
Absolvoval přírodovědné gymnázium Botičská v Praze a v roce 1987 dokončil studia na DAMU, hrál v divadle Vítězného února v Hradci Králové, v roce 1988 začal hrát ve Studiu Ypsilon. Je rozvedený a má čtyři děti – Jonáše (* 1996), Hanku (* 1997), oba z prvního manželství a Eliáše (* 2007) s Benjamínem (* 2009), ze druhého manželství.

## Filmografie

### Celovečerní filmy
- 2003 – Mazaný Filip
- 2001 – Vyhnání z ráje
- 1999 – Eliška má ráda divočinu
- 1994 – Učitel tance
- 1994 – Saturnin[5]
- 1993 – Amerika
- 1992 – Kamarád do deště II.

### Televizní seriály
- Ulice
- Zdivočelá země
- Pražský písničkář
- Jetelín

### Zábavní pořady
- Partička
- Písničkohraní
- Tajemství těla

Objevil se jako host v jednom dílu (20. díl) v zábavním improvizačním pořadu Partička.

### Pořady
- 1996–2013 – Pomáhejme si

## Diskografie
- (1995) Splašil se kůň našíř